# Brave (album Jennifer Lopez)
Brave – szósty studyjny album Jennifer Lopez. Album został wydany przez wytwórnię Epic Records 8 października 2007 roku w Wielkiej Brytanii i 9 października tego samego roku w USA.
Przy produkcji płyty udział wzięli: stały producent albumów Jennifer Lopez Cory Rooney oraz m.in. Swizz Beatz, J.R. Rotem, Timbaland, Jermaine Dupri, Bloodshy & Avant. Lopez opisała ten album jako taneczną mieszankę gatunków muzycznych tj. dance, funk, R&B i hip-hop. 
Album promują dwa single: "Do It Well" i "Hold It Don't Drop It".
Piosenka "Mile in These Shoes" została wykorzystana jako piosenka przewodnia czwartego sezonu serialu Gotowe na wszystko.

## Lista utworów
1. "Stay Together"– 3:31
2. "Forever"– 3:38
3. "Hold It Don't Drop It"– 3:55
4. "Do It Well"– 3:05
5. "Gotta Be There"– 3:57
6. "Never Gonna Give Up"– 4:21
7. "Mile in These Shoes"– 3:16
8. "The Way It Is"– 3:07
9. "Be Mine"– 3:20
10. "I Need Love"– 3:52
11. "Wrong When You're Gone"– 3:58
12. "Brave"– 4:21

Utwory Bonusowe
- "Do It Well"(feat. Ludacris)[4]– 3:34
- "Do It Well" [Monto Blanco Radio Mix](iTunes Bonus Track)– 3:03
- "Do It Well" [Ashanti Boyz Remix]– 3:42
- "Frozen Moments" (USA i Canada iTunes Bonus Track)– 3:45

Deluxe Edition DVD
- "Get Right" (feat. Fabolous) (music video)– 3:52
- "Hold You Down" (feat. Fat Joe) (music video)– 4:32
- "Qué Hiciste" (music video)– 4:17
- "Me Haces Falta" (music video)– 3:33

Target Edition
Zawiera zestaw fana z t-shirtem
Circuit City Edition
Zawiera darmowy kalendarz

## Pozycje na listach przebojów
| Lista (2007)                           | Najwyższa pozycja |
| -------------------------------------- | ----------------- |
| Australian (ARIA) Albums Chart         | 46                |
| Austrian Albums Chart                  | 35                |
| Belgian Ultratop 50 Albums (Flamandia) | 36                |
| Belgian Ultratop 50 Albums (Walonia)   | 18                |
| Canadian Albums Chart                  | 13                |
| Dutch Albums Chart                     | 24                |
| French (SNEP) Albums Chart             | 28                |
| German Albums Chart                    | 41                |
| Greek International Albums Chart       | 2                 |
| Greek Albums Chart                     | 5                 |
| Hungarian (Mahasz) Albums Chart        | 17                |
| Italian (FIMI) Albums Chart            | 10                |
| Japanese Oricon Albums Chart           | 6                 |
| Mexican Albums Chart                   | 36                |
| Polish Albums Chart                    | 31                |
| Spanish Albums Chart                   | 21                |
| Swedish Albums Chart                   | 59                |
| Swiss Albums Chart                     | 6                 |
| UK Albums Chart                        | 24                |
| U.S. Billboard 200                     | 12                |

## Sprzedaż i certyfikaty
| Kraj            | Certyfikat | Sprzedaż |
| --------------- | ---------- | -------- |
| Europa          |            | 300,000+ |
| Rosja           | Platyna    | 20,000   |
| USA             |            | 250,000+ |
| Wielka Brytania |            | 19,925   |
| Świat           |            | 600,000+ |

## Daty wydania
| Region          | Data                 |
| --------------- | -------------------- |
| Polska          | 4 października 2007  |
| Niemcy          | 5 października 2007  |
| Wielka Brytania | 8 października 2007  |
| USA             | 9 października 2007  |
| Kanada          | 9 października 2007  |
| Meksyk          | 9 października 2007  |
| Izrael          | 9 października 2007  |
| Grecja          | 10 października 2007 |
| Japonia         | 10 października 2007 |
| Tajlandia       | 11 października 2007 |
| Australia       | 13 październkia 2007 |
| Europa          | 15 października 2007 |
| Filipiny        | 16 października 2007 |
| Brazylia        | 19 października 2007 |
| Rosja           | 20 października 2007 |
| Kuba            | 25 października 2007 |